# Avtal
Ett avtal är en ensidig eller ömsesidig utfästelse om att utföra eller avstå från en eller flera prestationer, såsom överlåta ett objekt eller en rättighet, utföra en tjänst eller en betalning. Avtal upprättas vanligtvis med en tydlig intention att skapa juridiska skyldigheter och rättigheter för avtalsparterna. De kan vara skriftliga, muntliga eller till och med underförstådda baserade på beteende eller praxis. Ett skriftligt avtal kan benämnas kontrakt. Avtal mellan stater, internationella organisationer och andra subjekt i internationell rätt benämns traktat eller fördrag. En överenskommelse är ett mer informellt och inte nödvändigtvis juridiskt bindande avtal eller arrangemang mellan två eller flera parter. Överenskommelser baseras ofta på ömsesidigt samtycke, förståelse och tillit istället för rättsliga konsekvenser.

## Onerösaochbenefikaavtal
Ett avtal kan vara ensidigt eller ömsesidigt förpliktande, beroende på om bara den ena eller båda parterna skall utge något. Ett "ensidigt" avtal – ett något oegentligt begrepp – kallas vanligen för ett benefikt avtal (av latin: bene facere, "att göra gott"). Ett typiskt benefikt avtal är en gåva. Ett ömsesidigt förpliktande avtal (båda parterna är alltså förpliktade) kallas vanligen för oneröst avtal (av latin: onus, "börda"). De flesta vardagsavtalen är onerösa: vid ett köp, till exempel, skall säljaren utge varan, medan köparen skall utge betalning.
Formalavtal måste uppfylla specifika formkrav för giltighet, till exempel att det ska vara skriftligt, daterat, bevittnat. Ett exempel på tillämpning är vid köp av fast egendom och bodelning. Utformningen är lagstiftad. Andra indelningar är konsensualavtal och realavtal.

## Avtal i svensk rätt
Enligt huvudregeln i den svenska avtalslagen tillkommer ett avtal genom överensstämmande anbud från den ena och accept från den andra parten enligt 2–9 §§ lagen (1915:218) om avtal och andra rättshandlingar på förmögenhetsrättens område.
Ett avtal omfattar alltså alltid två eller flera parter. Enligt principen om avtalets subjektiva begränsning är dess juridiska verkningar samtidigt begränsade till de personer som är parter i avtalet. Avtalslagens regler för avtalsslut, den så kallade avtalsmekanismen, är dock dispositiva såtillvida att de kan frångås genom anbudet eller accepten eller genom sedvänja av olika slag enligt 1 § 2 st Avtl. Andra sätt att få till stånd ett avtal förekommer därför.
Kontraktsprincipen innebär att ingen part är bunden förrän båda parter har accepterat avtalet.
Löftesprincipen innebär att parten som avger en viljeförklaring är bunden av den under viss tid.

## Formalavtal
Ett formalavtal är ett avtal som kräver vissa formaliteter, till exempel skriftlig form eller vittnen. Ett exempel på detta är fastighetsköp. Formkraven följer av lagtexten. Vid formalavtal krävs ytterligare säkerhet därav kravet på nedskrivet avtal.